# Мамич, Драго
Драго Мамич (хорв. Drago Mamić; род. 9 февраля 1954, Валево) — хорватский футбольный тренер.

## Биография
В качестве футболиста выступал за команды из низших югославских лиг, а также за польский «Лех».
Будучи тренером, Мамич в течение долгих лет возглавлял юношескую сборную Хорватии по футболу. С 1999 года специалист работает на азиатском континенте. В течение 7 лет хорват трудился в Китае, где был главным тренером «Сычуань Гуаньчэн» и «Гуанчжоу Эвергранд», а также входил в тренерский штаб «Далянь Шидэ».
В последние годы специалист работал в чемпионатах Малайзии, Индии и Индонезии. Кроме того, Мамич возглавлял национальные сборные Мьянмы и Мальдив.
Имеет тренерскую лицензию категории «PRO» УЕФА.